# Carlos Cortés Barreiro
Carlos Manuel Cortés (Tumaco, Nariño, Colombia; 17 de septiembre del 2001) es un futbolista colombiano que juega de delantero. Actualmente está por definir equipo. 

## Estadísticas
- Actualizado de acuerdo al último partido el 8 de diciembre de 2024.

| Club                     | País     | Año     | Partidos | Goles | Asist |
| ------------------------ | -------- | ------- | -------- | ----- | ----- |
| America de Cali          | Colombia | 2020-21 | 16       | 0     | 1     |
| Fortaleza CEIF           | Colombia | 2022    | 23       | 4     | 0     |
| Santiago Wanderers       | Chile    | 2022    | 11       | 2     | 0     |
| Internacional de Palmira | Colombia | 2023-24 | 13       | 2     | 0     |
| Deportes Tolima          | Colombia | 2024    | 24       | 3     | 2     |
| Total                    | Total    | Total   | 87       | 11    | 3     |